# Формула-1 — Гран-прі Сахіру 2020
Гран-прі Сахіру 2020 (офіційно — Formula 1 Rolex Sakhir Grand Prix 2020) — автоперегони чемпіонату світу Формули-1, які відбудуться 6 грудня 2020 року на Міжнародному автодромі Бахрейну в Сахірі, Бахрейн. Це шістнадцятий етап чемпіонату світу і перше Гран-прі Сахіру в історії.

## Передумови
На відміну від усіх попередніх перегонів на цій трасі, була використана зовнішня модифікація Міжнародного автодрому Бахрейну протяжністю лише 3,543 км на відміну «класичних» Гран-прі Бахрейну де довжина траси становить 5,412 км. Довжина гонки становила 87 кіл. Така кількість була зумовлена необхідністю досягти дистанції у 305 км, як це передбачено правилами.
Пілоти та команди були такими ж, як і на початку сезону, однак П'єтро Фіттіпальді у Хаас заміняв Романа Грожана протягом усього гоночного вікенду через те що, французький гонщик отримав ушкодження рук після великої аварії на Гран-прі Бахрейну. 1 грудня стало відомо, що чемпіон світу 2020 року Льюїс Гамільтон захворів на коронавірус та, відповідно до протоколів FIA, пропустить Гран-прі Сахіру. Це стало першим випадком, коли Гамільтон не брав участі в гонці Формули-1 з моменту дебюту на Гран-прі Австралії 2007 року. Його замінив пілот «Вільямса» і протеже «Мерседеса» Джордж Расселл. Джек Ейткен, який одночасно брав участь у Формулі-2, замінив Рассела у «Вільямсі», дебютувавши в гонці Формули-1.

## Кваліфікація
| Поз.                    | No. | Пілот              | Конструктор               | Кваліфікаційний час | Кваліфікаційний час | Кваліфікаційний час | Старт |
| Поз.                    | No. | Пілот              | Конструктор               | Q1                  | Q2                  | Q3                  | Старт |
| ----------------------- | --- | ------------------ | ------------------------- | ------------------- | ------------------- | ------------------- | ----- |
| 1                       | 77  | Вальттері Боттас   | Mercedes                  | 0:53.904            | 0:53.803            | 0:53.377            | 1     |
| 2                       | 63  | Джордж Расселл     | Mercedes                  | 0:54.160            | 0:53.819            | 0:53.403            | 2     |
| 3                       | 33  | Макс Ферстаппен    | Red Bull Racing-Honda     | 0:54.037            | 0:53.647            | 0:53.433            | 3     |
| 4                       | 16  | Шарль Леклер       | Ferrari                   | 0:54.249            | 0:53.825            | 0:53.613            | 4     |
| 5                       | 11  | Серхіо Перес       | Racing Point-BWT Mercedes | 0:54.236            | 0:53.787            | 0:53.790            | 5     |
| 6                       | 26  | Даніїл Квят        | AlphaTauri-Honda          | 0:54.346            | 0:53.856            | 0:53.906            | 6     |
| 7                       | 3   | Данієль Ріккардо   | Renault                   | 0:54.388            | 0:53.871            | 0:53.957            | 7     |
| 8                       | 55  | Карлос Сайнс       | McLaren-Renault           | 0:54.450            | 0:53.818            | 0:54.010            | 8     |
| 9                       | 10  | П'єр Гаслі         | AlphaTauri-Honda          | 0:54.207            | 0:53.941            | 0:54.154            | 9     |
| 10                      | 18  | Ленс Стролл        | Racing Point-BWT Mercedes | 0:54.595            | 0:53.840            | 0:54.200            | 10    |
| 11                      | 31  | Естебан Окон       | Renault                   | 0:54.309            | 0:53.995            |                     | 11    |
| 12                      | 23  | Александр Албон    | Red Bull Racing-Honda     | 0:54.620            | 0:54.026            |                     | 12    |
| 13                      | 5   | Себастьян Феттель  | Ferrari                   | 0:54.301            | 0:54.175            |                     | 13    |
| 14                      | 99  | Антоніо Джовінацці | Alfa Romeo Racing-Ferrari | 0:54.523            | 0:54.377            |                     | 14    |
| 15                      | 4   | Ландо Норріс       | McLaren-Renault           | 0:54.194            | 0:54.693            |                     | 15    |
| 16                      | 20  | Кевін Магнуссен    | Haas-Ferrari              | 0:54.705            |                     |                     | 16    |
| 17                      | 6   | Ніколас Латіфі     | Williams-Mercedes         | 0:54.796            |                     |                     | 17    |
| 18                      | 89  | Джек Ейткен        | Williams-Mercedes         | 0:54.892            |                     |                     | 18    |
| 19                      | 7   | Кімі Ряйкконен     | Alfa Romeo Racing-Ferrari | 0:54.963            |                     |                     | 19    |
| 20                      | 51  | П'єтро Фіттіпальді | Haas-Ferrari              | 0:55.426            |                     |                     | 20    |
| Правило 107 %: 0:57.677 |     |                    |                           |                     |                     |                     |       |
| Джерело:                |     |                    |                           |                     |                     |                     |       |

1. ↑  П'єтро Фіттіпальді був змушений розпочинати перегони з кінця пелетону через незаплановану заміну елементів двигуна[5][6]

## Перегони
| Поз.                                                          | No. | Пілот              | Конструктор               | Кола | Час/Відставання | Старт | Очки |
| ------------------------------------------------------------- | --- | ------------------ | ------------------------- | ---- | --------------- | ----- | ---- |
| 1                                                             | 11  | Серхіо Перес       | Racing Point-BWT Mercedes | 87   | 1:31:15.114     | 5     | 25   |
| 2                                                             | 31  | Естебан Окон       | Renault                   | 87   | +10.518         | 11    | 18   |
| 3                                                             | 18  | Ленс Стролл        | Racing Point-BWT Mercedes | 87   | +11.869         | 10    | 15   |
| 4                                                             | 55  | Карлос Сайнс       | McLaren-Renault           | 87   | +12.580         | 8     | 12   |
| 5                                                             | 3   | Данієль Ріккардо   | Renault                   | 87   | +13.330         | 7     | 10   |
| 6                                                             | 23  | Александр Албон    | Red Bull Racing-Honda     | 87   | +13.842         | 12    | 8    |
| 7                                                             | 26  | Даніїл Квят        | AlphaTauri-Honda          | 87   | +14.534         | 6     | 6    |
| 8                                                             | 77  | Вальттері Боттас   | Mercedes                  | 87   | +15.389         | 1     | 4    |
| 9                                                             | 63  | Джордж Расселл     | Mercedes                  | 87   | +18.556         | 2     | 3    |
| 10                                                            | 4   | Ландо Норріс       | McLaren-Renault           | 87   | +19.541         | 19    | 1    |
| 11                                                            | 10  | П'єр Гаслі         | AlphaTauri-Honda          | 87   | +20.527         | 9     |      |
| 12                                                            | 5   | Себастьян Феттель  | Ferrari                   | 87   | +22.611         | 13    |      |
| 13                                                            | 99  | Антоніо Джовінацці | Alfa Romeo Racing-Ferrari | 87   | +24.111         | 14    |      |
| 14                                                            | 7   | Кімі Ряйкконен     | Alfa Romeo Racing-Ferrari | 87   | +26.153         | 18    |      |
| 15                                                            | 20  | Кевін Магнуссен    | Haas-Ferrari              | 87   | +32.370         | 15    |      |
| 16                                                            | 89  | Джек Ейткен        | Williams-Mercedes         | 87   | +33.674         | 17    |      |
| 17                                                            | 51  | П'єтро Фіттіпальді | Haas-Ferrari              | 87   | +36.858         | 20    |      |
| Схід                                                          | 6   | Ніколас Латіфі     | Williams-Mercedes         | 52   | витік мастила   | 16    |      |
| Схід                                                          | 33  | Макс Ферстаппен    | Red Bull Racing-Honda     | 0    | аварія          | 3     |      |
| Схід                                                          | 16  | Шарль Леклер       | Ferrari                   | 0    | зіткнення       | 4     |      |
| Найшвидше коло: Джордж Расселл (Mercedes) — 0:55.404 (lap 80) |     |                    |                           |      |                 |       |      |
| Джерело:                                                      |     |                    |                           |      |                 |       |      |

1. ↑  Включаючи одне очко за швидке коло.

## Положення в чемпіонаті після Гран-прі
|          | Поз. | Пілот            | Очки |
| -------- | ---- | ---------------- | ---- |
|          | 1    | Льюїс Гамільтон  | 332  |
|          | 2    | Вальттері Боттас | 205  |
|          | 3    | Макс Ферстаппен  | 189  |
| 1        | 4    | Серхіо Перес     | 125  |
| 1        | 5    | Данієль Ріккардо | 112  |
| Джерело: |      |                  |      |

|          | Поз. | Конструктор               | Очки |
| -------- | ---- | ------------------------- | ---- |
|          | 1    | Mercedes                  | 540  |
|          | 2    | Red Bull Racing-Honda     | 282  |
| 1        | 3    | Racing Point-BWT Mercedes | 194  |
| 1        | 4    | McLaren-Renault           | 184  |
|          | 5    | Renault                   | 172  |
| Джерело: |      |                           |      |